# Серебрянка (река, впадает в Японское море)
Серебря́нка (до 1972 года — Сахомбэ) — река в Тернейском районе Приморского края России. Длина — 74 км. Площадь водосборного бассейна насчитывает 2240 км², падение — около 1120 м.
Уклон реки — 15,1 м/км.
Берёт начало от слияния ручьёв Спокойный, Карликовая, Спорный. Наибольшую длину река Серебрянка имеет вместе с ключом Спорный, исток которого расположен на восточном склоне горы Глухоманка на высоте около 1120 м над уровнем моря.
Ширина реки в устье: 60 — 100 м. Среднемесячный расход: 0,90 — 7,45 м³/с
Крупнейшие притоки (оба левых) — река Заболоченная (до 1972 года — Туньша), река Серебряный Ручей.
Впадает в бухту Серебрянка Японского моря, примерно в 2 км до устья на правом берегу стоит районный центр посёлок Терней.